# رقابة الإنترنت في أستراليا
رقابة الإنترنت في أستراليا، مفروضة بموجب القانون الجنائي للبلاد، وطواعية من قبل مزودي خدمة الإنترنت. تتمتع هيئة الاتصالات والإعلام الأسترالية (ACMA) بصلاحية فرض قيود المحتوى على محتوى الإنترنت المستضاف في أستراليا، والاحتفاظ بقائمة حظر لمواقع الويب الخارجية التي تُستخدم بعد ذلك في تصفية البرمجيات. تركز القيود في المقام الأول على المواد الإباحية للأطفال والعنف الجنسي والأنشطة غير القانونية الأخرى، التي تُجمع نتيجة لعملية شكاوى المستهلكين.
اقتُرحت سياسة لتوسيع الرقابة على الإنترنت في أكتوبر 2008، لتشمل نظام التصفية الإلزامية للمواقع الخارجية التي تُصنف- أو يُحتمل أن تصنف- «تصنيف مرفوض» في أستراليا. صُنفت أستراليا أنها «تحت الرقابة» (شكل من أشكال عدائية الإنترنت) من قبل مراسلون بلا حدود بسبب التشريع المقترح. سيُفرض على مزودي خدمة الإنترنت- إذا سُن التشريع- رقابة على الوصول إلى هذا المحتوى لجميع المستخدمين. رُفضت هذه السياسة من قبل الائتلاف وسحبها حزب العمل فيما بعد. صرح وزير الاتصالات آنذاك في نفس يوم إعلان سحب القرار، أن أكثر من 90% من مستخدمي خدمات الإنترنت الأستراليين سيحصلون على عامل تصفية ويب، نتيجة للإشعارات الموجهة إلى مزودي خدمة الإنترنت الأستراليين. ستلاحق الشرطة الفيدرالية الأسترالية بموجب ذلك مزودي خدمات الإنترنت الأصغر وتلزمهم بالوفاء «بالتزاماتهم بموجب القانون الأسترالي». أكدت كل من آي آي نيت وإنترنود أن طلب الرقابة على المحتوى من الشرطة الفيدرالية الأسترالية قد تحول من طوعي إلى إلزامي بموجب المادة إس 313 في قانون قائم. طلبت آي آي نت المشورة القانونية وقبلت الإشعار الإلزامي للمادة إس 313 لكنها لم تكشف عن المشورة القانونية علنًا.
أقرت الدولة في يونيو 2015 تعديلًا يسمح بأمر من المحكمة بالرقابة على مواقع الويب التي يُعتقد أنها تسهل بشكل أساسي انتهاك حقوق النشر. أمرت المحكمة الفيدرالية الأسترالية أكثر من خمسين من مزودي خدمات الإنترنت بفرض رقابة على 5 مواقع تنتهك قانون حقوق النشر بعد أن رفع أصحاب الحقوق، رودشو فيلمز، وفوكستل، وديزني، وباراماونت، وكولومبيا، وفوكس للقرن العشرين دعوى قضائية. تشمل المواقع المحظورة ذا بايريت بي، وتورينتو، وتورينت هاوند، وآيزوهانت، وسولارموفي.
أقر مجلس الشيوخ في أبريل 2019 مشروع قانون عقب هجومي كرايستشيرش، يطلب من المواقع التي توفر خدمة استضافة «ضمان الإزالة السريعة» ضمن إطار زمني معقول للمواد الصوتية أو المرئية التي توثق «السلوك العنيف البغيض» بما في ذلك الأعمال الإرهابية والقتل والشروع في القتل أو التعذيب أو الاغتصاب أو الاختطاف، التي ينتجها الجاني أو الشريك. يتوجب على المضيفين أيضًا الإبلاغ عن هذا المحتوى إلى السلطات. قد يتحمل من يمتنعون عن إزالة تلك المواد غرامات أو عقوبات تصل إلى السجن. كان العديد من مزودي خدمات الإنترنت قد حظروا طواعية بالفعل مواقع الويب المتعلقة بلقطات إطلاق النار في كرايستشيرش قبل تمرير مشروع القانون.

## الوضع الحالي
تنطبق مجموعة من القوانين الفيدرالية وقوانين الولايات على محتوى الإنترنت في أستراليا.

### القانون الفيدرالي
لا ينص الدستور الأسترالي صراحة على حرية التعبير أو الصحافة، إلا أن المحكمة العليا رأت أن الحق في حرية التعبير مضمون في الدستور، وتحترم الحكومة بشكل عام هذه الحقوق في الممارسة. تتضافر الصحافة المستقلة والقضاء الفعال والنظام السياسي الديمقراطي الفعال لضمان حرية التعبير والصحافة. لم تكن هناك قيود حكومية على الوصول إلى الإنترنت أو تقارير موثوقة تفيد بأن الحكومة تراقب بشكل روتيني البريد الإلكتروني أو غرف الدردشة على الإنترنت. يمكن للأفراد والجماعات المشاركة في التعبير عن وجهات النظر عبر الإنترنت، بما في ذلك البريد الإلكتروني.

#### قانون خدمات البث لعام 1992
تسمح أحكام اللائحة 5 واللائحة 7 من قانون خدمات البث لعام 1992 المُدرج في عامي 1999 و2007 لهيئة الاتصالات والإعلام الأسترالية بحظر استضافة بعض المحتويات داخل أستراليا بشكل فعال. يُسمح لهيئة الاتصالات والإعلام الأسترالية بموجب هذا النظام بفحص أي مادة تُقدم شكوى على «بثها» على الانترنت، وفقًا للإرشادات الخاصة بالفيلم والفيديو.
يعدّ المحتوى «محظورًا» عندما يكون (أو يمكن أن يكون وفق تقدير هيئة الاتصالات والإعلام الأسترالية):
- تصنيف مرفوض، أو مصنف أنه إكس +18.
- مصنف أر +18، وغير محمي بنظام التحقق من البالغين.
- مصنف إم إيه +15، وغير محمي بنظام التحقق من البالغين، إذ يمكن للمستخدم الوصول إلى المحتوى.
- تنمرًا إلكترونيًا.

يحق لهيئة الاتصالات والإعلام الأسترالية- في حالة اعتبار المحتوى محظورًا- إصدار إشعار إزالة للمواقع المحلية يجب بموجبه إزالة المحتوى، ويمكن أن يؤدي عدم الامتثال بذلك إلى التغريم بغرامات تصل إلى 11000 دولار في اليوم. يُضاف المحتوى المشتبه- عندما يكون الموقع المستضيف خارج أستراليا- إلى قائمة حظر عناوين الويب. تُضاف بعد ذلك قائمة صفحات الويب المحظورة إلى برامج التصفية (المشفرة)، والتي يجب تقديمها لجميع المستهلكين من خلال مزودي خدمة الإنترنت لديهم. سُربت قائمة الحظر هذه عبر الإنترنت في مارس 2009.
أُصدر عدد من إخطارات الإزالة لبعض المواقع التي تستضيفها أستراليا. ورد عن منظمة الحدود الإلكترونية في أستراليا، أنه في حالة موثقة واحدة على الأقل، نُقلت الاستضافة إلى خادم في الولايات المتحدة، وحُدثت سجلات نظام أسماء النطاقات حتى لا يلاحظ المستهلكون التغيير أبدًا.

#### قانون جرائم المواد المتعلقة بالانتحار لعام 2006
أقر البرلمان الفيدرالي في عام 2006 قانون جرائم المواد المتعلقة بالانتحار، ما يجعل استخدام وسائل الاتصال مثل الإنترنت لمناقشة الجوانب العملية للانتحار أمرًا غير قانوني.

#### مشروع قانون تعديل حقوق النشر (التعدي عبر الإنترنت) لعام 2015
مُرر قانون حقوق النشر الأسترالي في يونيو 2015، ويسمح القانون بالرقابة بأمر من المحكمة على مواقع الويب غير المحلية التي يتمثل هدفها الأساسي في تسهيل انتهاك حقوق النشر.

#### مشروع قانون تعديل القانون الجنائي (مشاركة المواد العنيفة البغيضة) لعام 2019
أقر مجلس الشيوخ هذا القانون في أبريل 2019 بعد هجومي كرايستشيرش، واللذين بُثّا مباشرة وجرى تداولهما عبر الإنترنت. يطلب القانون من مواقع الويب التي تقدم خدمة استضافة «ضمان الإزالة السريعة» ضمن إطار زمني معقول للمواد الصوتية أو المرئية التي توثق «السلوك العنيف البغيض» بما في ذلك الأعمال الإرهابية والقتل والشروع في القتل والتعذيب والاغتصاب أو الاختطاف، التي ينتجها الجاني أو الشريك.
يتوجب على المضيفين أيضًا الإبلاغ عن هذا المحتوى إلى السلطات. قد يتحمل من يمتنعون عن إزالة تلك المواد غرامات (ما قد يصل إلى 10.5 مليون دولار أو 10% من الإيرادات السنوية للشركات) أو عقوبات تصل للسجن. ينطبق هذا القانون بغض النظر عما إذا كان المحتوى مستضافًا على خوادم في أستراليا أم لا.
واجه مشروع القانون انتقادات لكونه غير دقيق، مع عدم وجود تعريف رسمي لمدى سرعة إزالة المواقع للمحتوى البغيض، وكونه أوسع نطاقًا من المطلوب (ينطبق على أي خدمة تستضيف المحتوى، في حين أن القصد من مشروع القانون يعني ضمنًا فرضه على خدمات التواصل الاجتماعي).